# 67 Asia
67 Asia è un piccolo e brillante asteroide della Fascia principale.
Asia fu scoperto da Norman Robert Pogson il 17 aprile 1861 a Madras (l'attuale Chennai, in India). Venne battezzato così in onore di Asia, una Oceanina della mitologia greca, ma il nome si riferisce anche al continente, poiché fu il primo pianetino scoperto dall'Asia.